# Vot útil
Es denomina vot útil o vot estratègic a la modalitat de decidir el vot ciutadà en funció de l'eventual resultat de les eleccions. El «vot útil» concedeix màxima importància a guanyar l'elecció concentrant el vot, alhora que busca evitar la dispersió del vot en múltiples alternatives. Requereix una anàlisi de les possibilitats de cada candidat i de les seves probabilitats reals en una elecció, i cerca consolidar aquestes tendències sumant el vot individual a un corrent col·lectiu perceptible. Habitualment el «vot útil» tendeix a polaritzar una elecció.

## Interpretacions
El vot útil té defensors i detractors. Els qui defensen el vot útil, solen destacar l'aspecte col·lectiu del vot i la necessitat de concentrar-ho per obtenir resultats. En general, els candidats o partits que apareixen com a receptors de la major quantitat d'adhesions, solen convidar als possibles votants de candidats de tendències properes o als indecisos a votar per ells sobre la base de grans qüestions o problemes (per exemple, expulsar del poder a un governant amb el qual molts estan disconformes, obtenir un objectiu polític llargament anhelat, etc.). En aquest sentit, moltes vegades, encara que no sempre, el vot útil es conforma com un vot negatiu, en contra d'un adversari comú.
En eleccions pluripartidistes molt polaritzades entre dos partits, també sol sol·licitar-se el vot útil com a forma de captar votants no tradicionals d'aquests partits, basant-se en la por al fet que guanyi l'altre, afavorint de fet el bipartidisme.
Els qui qüestionen el vot útil, destaquen que aquest tendeix a afavorir els partits que ja són poderosos, impedint el creixement de noves alternatives. Sostenen també que aquest tipus de vot és de dubtosa legitimitat moral, i que el ciutadà hauria de votar al candidat que més li agradi, independentment que tingui o no tingui possibilitats de guanyar.